# Horn (niederländisch-belgisches Adelsgeschlecht)

Wappen des Hauses Horn

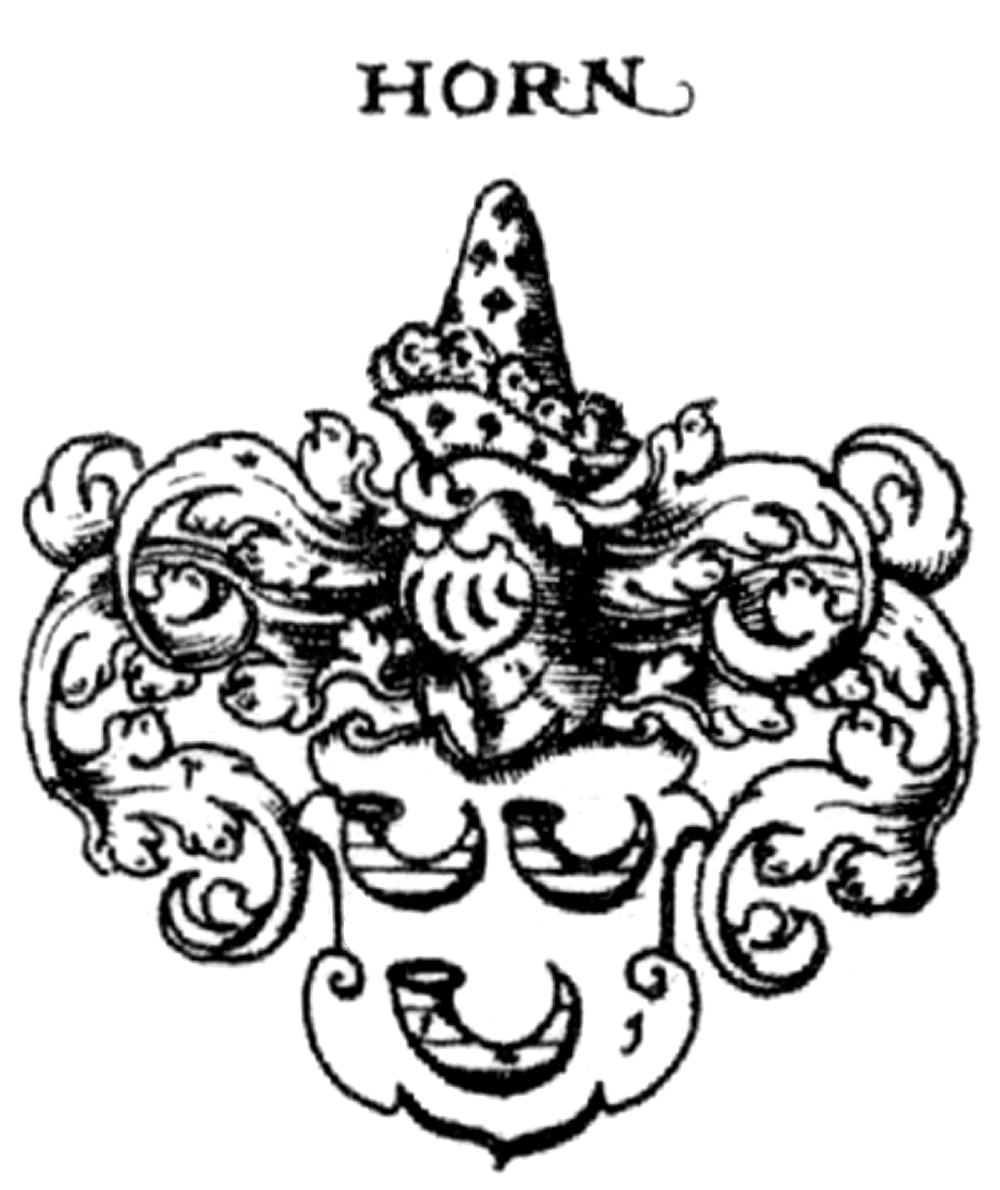
Wappen derer von Horn in Siebmachers Wappenbuch von 1702

Das Haus Horn war ein Geschlecht des niederländisch-belgischen Adels, dessen Hauptlinie 1450 in den Grafenstand erhoben wurde und 1540 erlosch, jedoch infolge Adoption durch das Haus Montmorency-Horn weitergeführt wurde. Bedeutendste historische Persönlichkeit war Philippe de Montmorency, Graf von Horn († 1568).
Eine Nebenlinie, die Herren von Baucignies, wurde 1505 zu Grafen von Houtekerke erhoben und ist 1741 erloschen; ein jüngerer Zweig derselben, die Familie de Hornes, wurde 1509 zu französischen Grafen von Baucignies und 1677 in den spanisch-niederländischen Fürstenstand, 1736 in den Reichsfürstenstand erhoben; sie sind 1826 als letzter Zweig der Familie ausgestorben.

## Geschichte

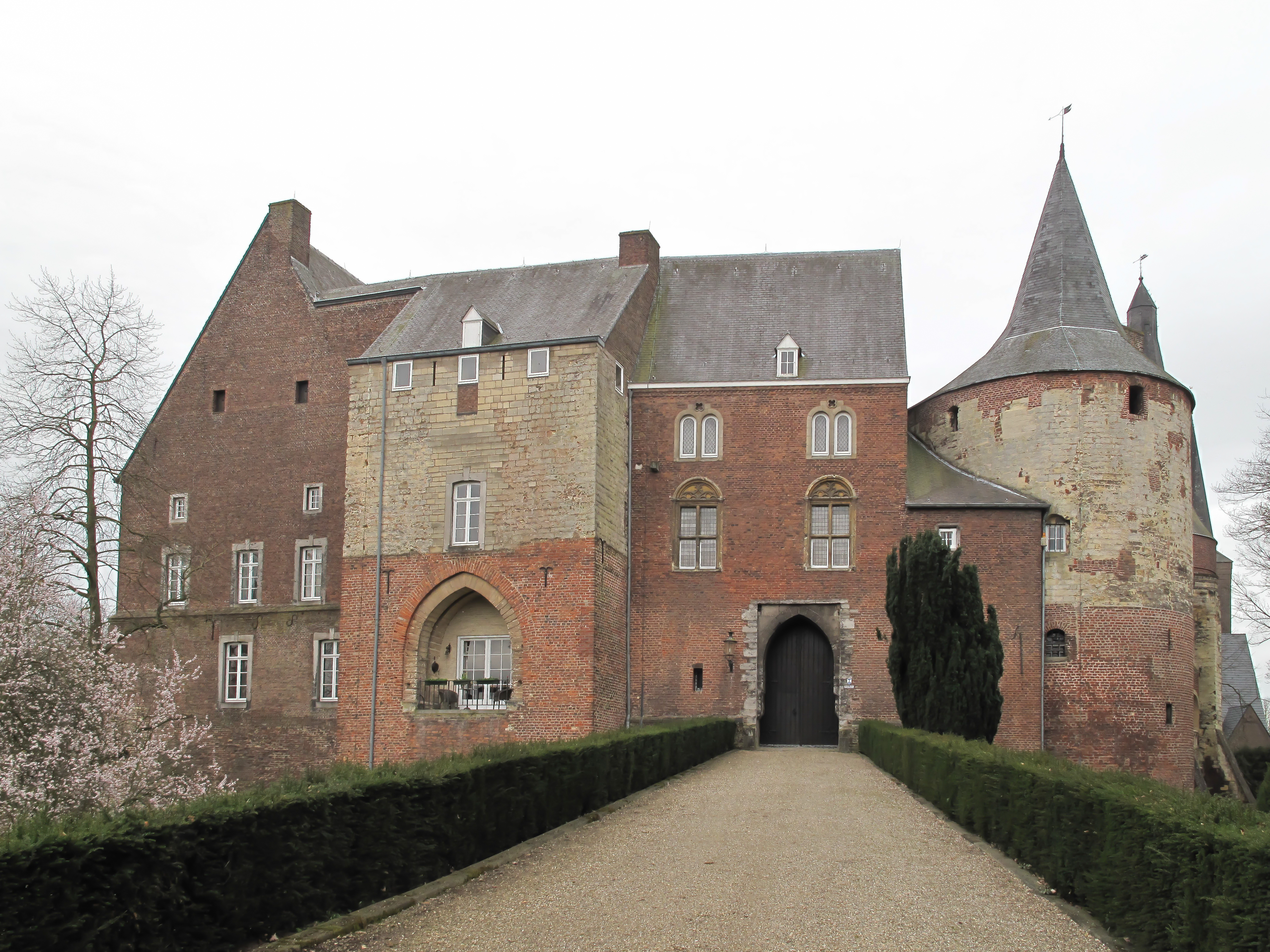
Schloss Horn (Limburg)

Das Geschlecht ist erstmals zu Beginn des 12. Jahrhunderts als Besitzer von Horn (Limburg) bezeugt. Das Familiengut konnte durch Erbschaften um Altena (ab Ende des 13. Jahrhunderts, mit gleichnamigem Schloss bei Almkerk in Nordbrabant), Wessem, Kortessem etc. erweitert werden. 1450 wurde die Herrschaft Horn zur Reichsgrafschaft Hoorn erhoben.
Mit dem vierten Grafen starb die Familie in der Hauptlinie 1540 aus, jedoch hatte Graf Johann durch die Adoption seines Stiefsohnes Philippe de Montmorency aus der Familie Montmorency und dessen Geschwister für einen reibungslosen Übergang gesorgt. Philippe de Montmorency war als Graf von Horn einer der drei Anführer beim Aufstand der Niederländer gegen die spanische Oberhoheit und wurde am 5. Juni 1568 gemeinsam mit Lamoral von Egmond hingerichtet. Die Grafschaft wurde danach eingezogen und dem Bischof von Lüttich übergeben.
Eine Nebenlinie der Familie waren die Herren von Baucignies-en-Thiérache (heute Bancigny, Département Aisne), die Anfang des 15. Jahrhunderts die Vizegrafschaft Veurne (Furnes) erbten und 1505 zur Grafen von Houtekerke ernannt wurden. Die Linie starb 1741 aus.
Die jüngere Linie der Vizegrafen von Veurne waren die (seit 1509 französischen) Grafen von Baucignies, die 1677 den spanisch-niederländischen Titel eines Prince de Hornes erhielten. Der 3. Prince de Hornes wurde 1736 als Fürst von Hornes in den Reichsfürstenstand erhoben. Mit dessen Töchtern starb das Haus Horn dann 1826 ganz aus.

## Stammliste (Auszug)
Ohne Anschluss:
- Engelbertus, dominus de Hurne 1102/38
- Engelbert de Hurnen, 1160 bezeugt
- Heinrich von Horn, † 22. Februar 1196, 1169 Abt von St. Pantaleon (Köln)
- Gerhard von Horn, 1220 bezeugt

### Die Herren von Horn
1. NN
  1. Wilhelm, 1189/91 bezeugt und Engelbert, 1196/1203 bezeugt, einer von ihnen ⚭ NN (wohl Margareta) von Altena, 1203/42 bezeugt, Tochter von Balduin, sie heiratete in zweiter Ehe Otto von Wickrath 1197/1244 bezeugt
    1. Wilhelm I., † 1264/65, 1247 Herr zu Horn, Altena und Wessem
      1. Wilhelm II., † 1300, Herr von Horn, Altena und Kortessem, 1273 Vogt von Thorn
        1. Wilhelm III., † 1301, 1300 Herr von Horn
        2. Dietrich, X 1304, geistlich
        3. Engelbert, † 1310/11, geistlich
        4. Gerhard I., † 1330, 1300 Ritter, 1301 Herr von Horn und Weert, 1311 Herr von Perweys, 1315 Herr von Herlaer; ⚭ I Johanna von Löwen, † 1315, Tochter von Heinrich I., Herr von Gaesbeek; ⚭ II Irmgard von Kleve, † nach 1352, Tochter von Dietrich VI./VIII., Graf von Kleve
          1. (I) Wilhelm IV., † 1343, 1330 Herr von Horn; ⚭ I Oda von Putten; ⚭ II Elisabeth von Kleve, † 1346/37, Tochter von Dietrich Luf, Graf von Hülchrath.
            1. (I) Gerhard II., X 1345, 1343 Herr von Horn
            2. (II) Wilhelm V., 1344/57 bezeugt, 1345 Herr von Altena und Horn – Nachkommen siehe unten
            3. (II) Dietrich Luf, † 1400, 1369 Seigneur de Baucignies, Marschall von Brabant – Nachkommen siehe unten
            4. (II) Arnold, † 1389, 1371 Bischof von Utrecht, vertrieben, 1378 Bischof von Lüttich

          2. (II) Dietrich, † nach 1378
            1. Wilhelm, 1371/95 bez., Herr zu Duffel etc.
            2. Heinrich, X 23. September 1408 in der Schlacht von Othée, 1381 Herr zu Perwez
              1. Dietrich, X 23. September 1408 in der Schlacht von Othée, 1406 Elekt von Lüttich
              2. Johann, † 1447, Herr zu Perwez
                1. Heinrich, † 1483, Herr zu Perwez
                2. Isabella, † 1510, Erbin von Perwez
                3. Adelheid, † 1497, Erbin von Duffel; ⚭ Johann IV. Freiherr von Merode, † 1481

            3. Irmgard, † 1394; ⚭ Konrad IV., Herr von Schleiden
            4. Margareta, 1387/96 Äbtissin von Thorn

      2. Dietrich IV., † 1272, Herr zu Altena

    2. Engelbert von Horn, 1212/64 bezeugt – Nachkommen: die Herren von Cranendonck, † vor 1343

  2.  ? Aleyde, 1189/89 bezeugt, Äbtissin von Münsterbilsen

### Die Grafen von Horn
1. Wilhelm V., 1344/57 bezeugt, 1345 Herr von Altena und Horn – Vorfahren siehe oben
  1. Wilhelm VI., † 1417, 1369 Herr zu Horn; ⚭ Johanna von Heinsberg, † vor 1416, Tochter von Gottfried II., Graf von Loon und Chiny
    1. Wilhelm VII., † 1433, 1414 Herr zu Horn
      1. Jakob I., 1439 Herr zu Horn und 1450 Graf von Horn; ⚭ Johanna von Moers, † 1461, Tochter von Friedrich IV., Grafschaft Moers und Saarwerden
      2. Jakob II., † 1530, Graf von Horn; ⚭ I Philippina von Württemberg, † 1475, Tochter von Ulrich V., Graf von Württemberg; ⚭ II Johanna von Brügge, † 1502, Tochter von Ludwig von Brügge, Earl of Winchester
        1. (II) Jakob III., X 1531, 1530 Graf von Horn; ⚭ I Marguerite de Croÿ, † 1514, Tochter von Philippe I. de Croÿ, 2. Graf von Chimay und Ritter im Orden vom Goldenen Vlies; ⚭ II Claudine Bâtarde de Savoie, † 1528, uneheliche Tochter von Philipp I., Herzog von Savoyen, und Bona di Romagnano (Stammliste des Hauses Savoyen); ⚭ III Anna von Burgund, † 1551, Tochter von Adolf von Burgund, Herr von Beveren, Ritter im Orden vom Goldenen Vlies (Haus Burgund).

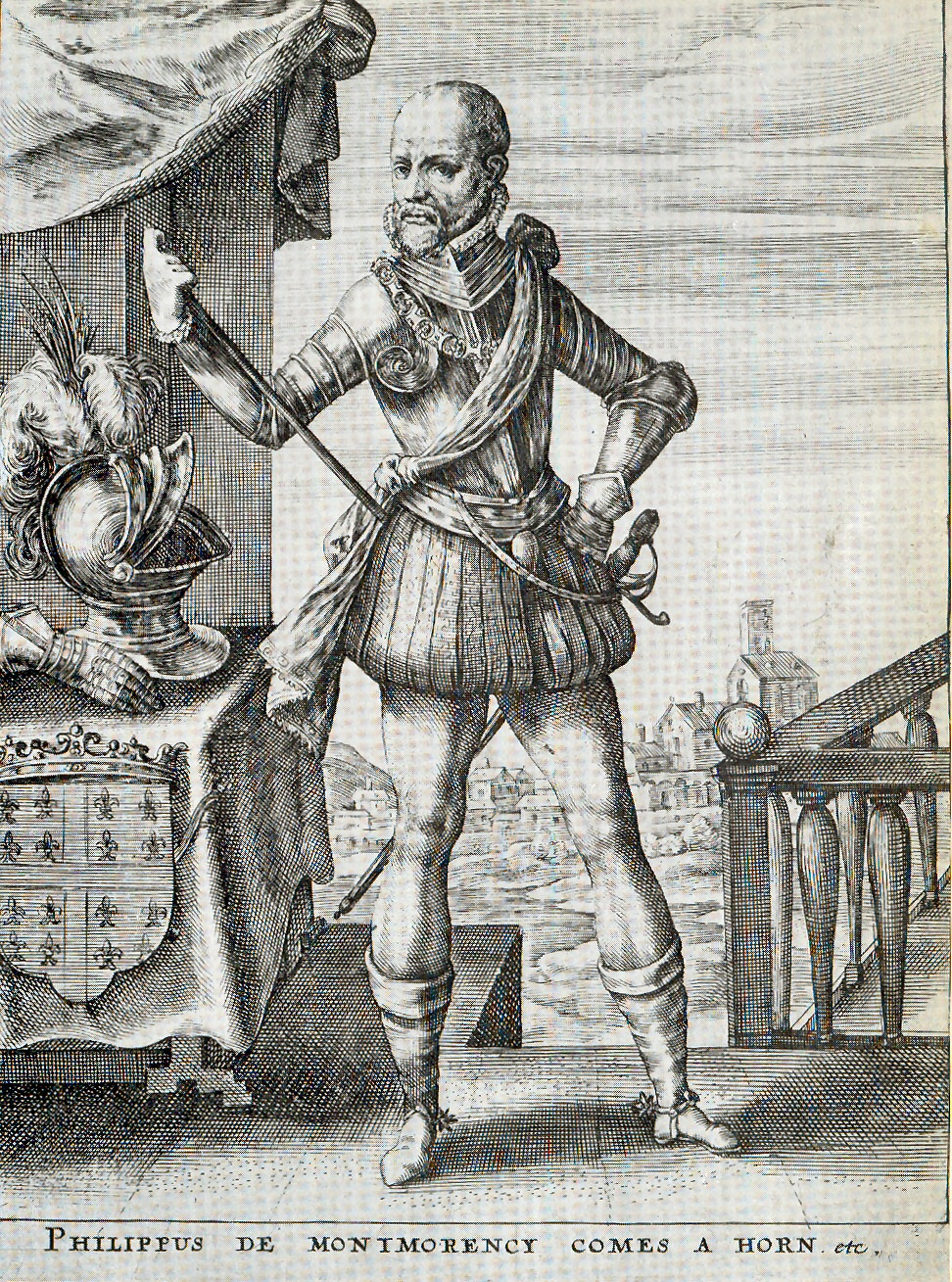
Philippe de Montmorency, Graf von Horn, enthauptet 1568

        2. Philippe de Montmorency, Graf von Horn, enthauptet 1568(II) Johann, † 1540, 1531 Graf von Horn; ⚭ Anna von Egmond, † 1574, Tochter von Floris von Egmond, Graf von Bürne (Haus Egmond), Witwe von Joseph de Montmorency, Herr zu Nevele (Stammliste der Montmorency), Mutter des Philippe de Montmorency, Graf von Horn
        3. (II) Margareta, † 1522; ⚭ Eberhard IV. Graf von der Marck und von Arenberg, † 1531 (Haus Arenberg)

      3. Friedrich, † 1486; ⚭ Philippotte de Melun, † nach 1505, Tochter von Jean V., Burggraf von Gent (Haus Melun)
        1. Marie, Dame de Montigny, † 1558; ⚭ Philippe de Montmorency, Herr zu Nevele, † 1526 (Stammliste der Montmorency)

      4. Johann, † 1505, 1483 Bischof von Lüttich
      5. Walpurgis, † 1476; ⚭ Kuno I., Graf von Manderscheid, † 1489
      6. Margareta, † 1518; ⚭ I Philippe von Horn, Vizegraf von Veurne, † 1489; ⚭ II Jean de Montmorency, Herr von Nevele, † 1510 (Stammliste der Montmorency)
      7. Johanna, † 1467/69; ⚭ Philipp II., Graf von Virneburg und Saffenberg, † 1522/25

    2. Mechtild, † 1459, 1397/1446 Äbtissin von Thorn

### Die Grafen von Houtekerke
1. Dietrich Luf, † 1400, 1369 Seigneur de Baucignies, Marschall von Brabant – Vorfahren siehe oben
  1. Arnold I., † 1404
    1. Jacques, X 1436, Vizegraf von Veurne (Vicomte de Furnes) und Berghes-Saint-Winock
      1. Philipp, † 1489, 1436 Vicomte de Furnes et de Berghes-Saint-Winock; ⚭ I Jeanne de Lannoy, ⚭ II Margareta von Horn, † 1518, Tochter von Graf Jakob I. (siehe oben)
        1. (I) Arnold II., † 1505, 1489 Vicomte de Furnes et de Berghes-Saint-Winock; ⚭ Marguerite de Montmorency, † nach 1517, Tochter von Jean I., Herr zu Nevele (Stammliste der Montmorency)
          1. Maximilian, † 1542, 1505 Comte de Houtekerke, Mitglied des Ordens vom Goldenen Vlies
            1. Heinrich, † 1540, Comte de Houtekerke
            2. Martin, † 1570, Graf von Houtekerke; ⚭ Marie de Luxembourg, Tochter von Jacques I., Seigneur de Fiennes (Haus Luxemburg-Ligny); ⚭ II Anne de Croy, Tochter von Antoine, Seigneur de Sempy (Haus Croy)
              1. Georg, † 1608, 1581 Graf von Houtekerke; ⚭ Eleonore von Egmond, Tochter von Lamoral I., Prince de Gavre
                1. Franz, † 1629, Comte de Houtekerke
                2. Lamoral, † 1648, 1629 Comte de Houtekerke
                  1. Philippe Lamoral, † 1654, 1648 Comte de Houtekerke et de Herlies; ⚭ Dorothée Jeanne Prinzessin von Arenberg, † 1665, Tochter von Charles de Ligne, 1. Fürst von Arenberg
                    1. Anna Franziska, † 1693; ⚭ Lamoral II., Graf von Thurn-Valasassina und Taxis, † 1676
                    2. Philippe Eugène, † 1667, 1654 Comte de Houtekerke et de Herlies
                      1. Philippe Maximilien, † 1709, Graf von Horn, 1667 Comte de Houtekerke
                      2. Claudius Albert, † 1710, 1710 Elekt von Brügge

                    3. Albert Franz, † 1694, 1681 Bischof von Gent

              2. Wilhelm, † 1580, ⚭ Maria von Egmond, Tochter von Lamoral I., Prince de Gavre
              3. Maria, ⚭ Philipp Graf von Egmond, X 1590

        2. (I) Johann, Seigneur de Baucignies – Nachkommen siehe unten

### Die Grafen und Fürsten von Hornes
1. Johann, Seigneur de Baucignies – Vorfahren siehe oben
  1. Kasteel Stapelen in BoxtelPhilipp, † 1541, Baron von Boxtel

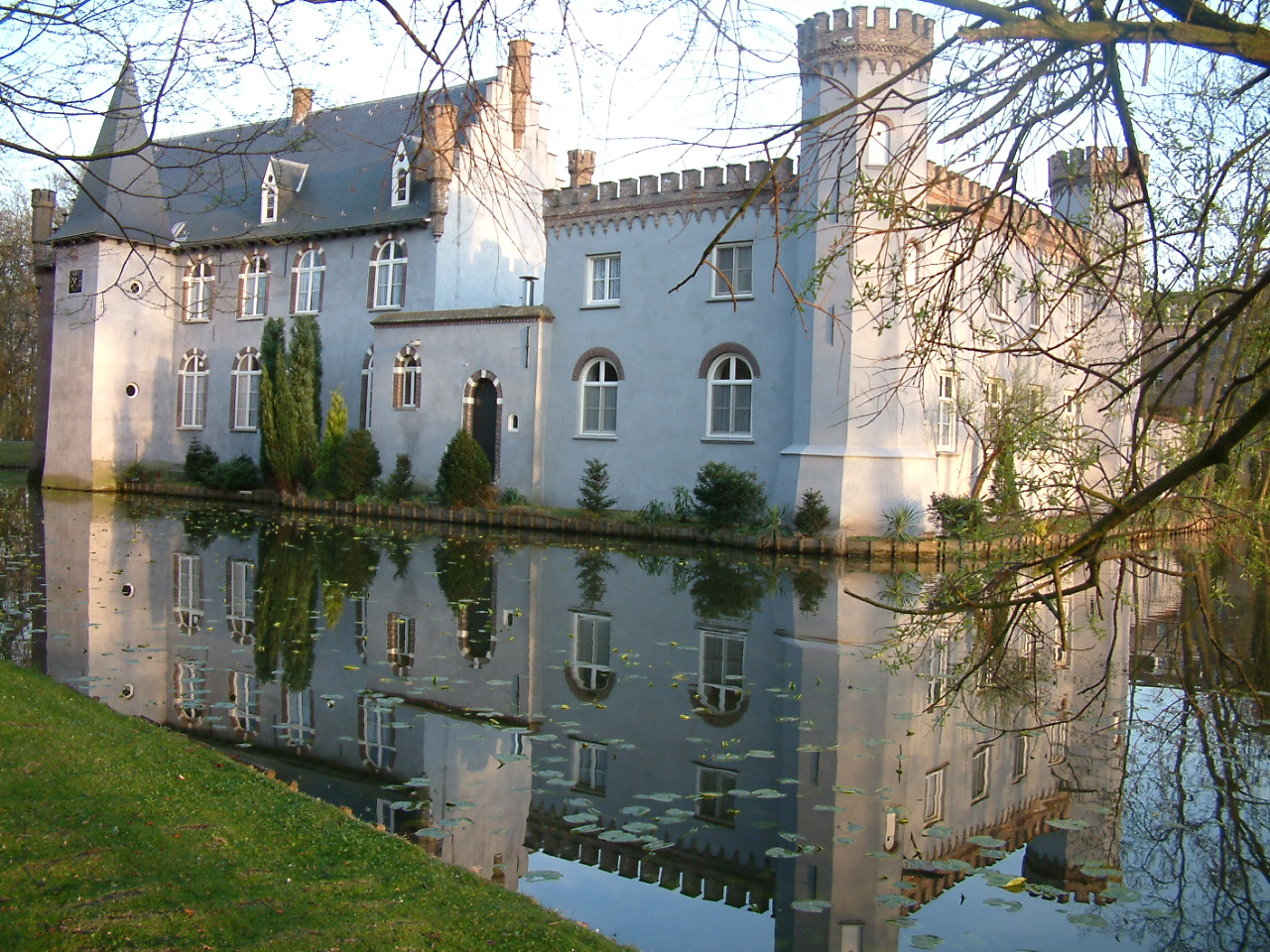
Kasteel Stapelen in Boxtel

    1. Johann, † 1606, 1542 Baron von Boxtel; ⚭ Anna von Vlodrop, † 1584, Tochter von Balthasar von Vlodrop, † 1567
      1. Gerhard, † 1612, 1599 französischer Comte de Baucignies
        1. Honorine, † 1661/1662; ⚭ Gottfried de Glymes, 1. Comte de Grimberghe, † 1635 (Haus Glymes)
        2. Ambrosius, † 1656, 2. Comte de Baucignies
          1. Eugen Maximilian von Hornes, X 1709, 1659 3. Comte de Baucignies, 1677 spanisch-niederländischer Prince de Hornes, ⚭ Jeanne Anna de Croy, † 1704, Tochter von Philippe Emmanuel Antoine Ambroise, 3. Comte de Solre
            1. Philipp Emmanuel, † 1718, 1709 2. Prince de Hornes, 4. Comte de Baucignies, Comte de Bailleul, Comte de Houtekerke; ⚭ Marie Anne Antoinette de Ligne, † 1720, Tochter von Henri Ernest, 4. Fürst von Ligne
              1. Maximilian Emmanuel, † 1763, 1718 3. Prince de Hornes, 5. Comte de Baucignies, 1736 Reichsfürst von Hornes; ⚭ I. Lady Maria Theresia Charlotte Bruce, Tochter des Thomas Bruce, Earl of Ailesbury and Elgin; ⚭ II. (1738) Henriette zu Salm-Kyrburg
                1. (I.) Maria Theresia Josepha (Erbin des Kasteel Stapelen in Boxtel); † 1783; ⚭ Philipp Joseph, 2. Fürst zu Salm-Kyrburg, † 1779, ab 1763 zugleich Fürst von Hornes und Overisque
                  1. Friedrich III. Fürst zu Salm-Kyrburg; † 1794 in Paris (durch die Guillotine)

                2. (I.) Elisabeth Philippine Claudine, † 1826; ⚭ Prinz Gustav Adolf zu Stolberg-Gedern (X 1757)

          2. Philipp Albert, † 1680, Comte de Piermont

      2. Wilhelm Adrian, † 1625, 1609 Herr zu Kessel
        1. Johann Belgicus, † vor 1664, Baron von Kessel und Batenburg
          1. Wilhelm Adrian, † 1694, Graf von Hornes
            1. Isabella Justina, † 1734; ⚭ Ernst Graf zu Bentheim-Steinfurt, † 1713
            2. Amalie Luise, † 1728; ⚭ Ludwig Graf von Nassau-Ottweiler, † 1699
            3. Johanna Sidonie, † 1762; ⚭ Statius Philipp Graf zu Bentheim-Steinfurt, † 1749